# 多點觸控

可以使用多點觸控的觸控式螢幕

多點觸控（英語：Multitouch，也稱） 意即一些讓電腦使用者透過數隻手指達至圖像應用控制的輸入技術。
要使用多點觸控技術，裝置必需配備觸控式螢幕或触摸板，同時需裝載可辨認多於一點同時觸碰的軟件，相較之下，標準的觸控技術只能辨認一點，是其之間最大的分別。 能讓電腦感受到物理上的觸碰的事物包括：熱力、指壓、高速攝影機、紅外線、光學感應、電阻改變、超聲波接收器，微音器、雷射波幅感應器及影子感應器等。。
現時已有若干多點觸控的應用及計劃。有些目的是令輸入更個性化（例如：MacBook系列、iOS手機、iPadOS平板電腦、Android手机和平板），不過這種技術最主要的目的是帶來人機互動新時代。

## 多點觸控技術
多點觸控技術分為很多種，但以下列4種較成熟。

### LLP（laser light plane）
首先由微軟在他們的LaserTouch專案中推出，並由NUIGroup社群繼續發展。該技術運用紅外激光設備把紅外線投影到屏幕上。當屏幕被阻擋時，紅外線便會反射，而屏幕下的攝影機則會捕捉反射去向。再經系統分析，便可作出反應。

### FTIR（Frustrated Total Internal Reflection）
屏幕的夾層中加入LED光線，當用戶按下屏幕時，便會使夾層的光線造成不同的反射效果，感應器接收光線變化而捕捉用戶的施力點，從而作出反應。

### ToughtLight
這是由微軟所開發，原理與Microsoft Surface相似。運用投影的的方法，把紅外線投影到屏幕上。當屏幕被阻擋時，紅外線便會反射，而屏幕下的攝影機則會捕捉反射去向。再經系統分析，便可作出反應。

### Optical Touch
屏幕頂部的兩端，分別設有一個鏡頭，來接收用戶的手勢改變和觸點的位置。經計算後轉為座標，再作出反應。

## 沿革
多點觸控技術於1982年由多倫多大學發明的感應食指指壓的多點觸控屏幕。同年貝爾實驗室發表了首份探討觸控技術的學術文獻。

### 貝爾實驗室
1984年，貝爾實驗室研製出一種能夠以多於一隻手控制改變畫面的觸屏。同時上述於多倫多大學的一組開發人員終止了相關硬件技術的研發，把研發方向轉移至軟件及界面上，期望能接續貝爾實驗室的研發工作。
1991年此項技控取得重大突破，研製出一種名為數碼桌面的觸屏技術， 容許使用者同時以多個指頭觸控及拉動觸屏內的影像。

### Fingerworks公司
1999年， Fingerworks的紐瓦克公司的經營者特拉華大學學者約翰埃利亞斯和魯尼韋斯特曼，生產了的多點觸控產品包括iGesture板和多點觸控鍵盤。經過多年維持專利的iGesture板和多點觸控鍵盤，終於在2005年，被蘋果電腦（現已改稱蘋果公司）收購了。

## 近期發展
踏入二十一世紀，相繼有不同公司對這項技術作進一步研發。2007年，蘋果及微軟公司分別發表了應用多點觸控技術的產品及計劃－iPhone及Surface Computing，令這項技術開始進入主流的應用。特別是iPhone，應用這種輸入界面讓使用者能大大擴大可操縱的比例言，引起大眾對使用多點觸控電腦的興趣。繼微軟Surface Computing後，SONY亦發表採用Atracsys多點觸控技術介面的產品SONY atracTable。

## 未來發展
多點觸控技術將會變得愈來愈普遍。例如，2006年發售的帶有多點觸控技術的手機由21萬部，增至2012年的2100萬部。

## 使用多點觸控技術的產品
多點觸控技術不僅應用在或滑鼠，現今主要發展將此技術用於內嵌觸控式螢幕上使用，例如電腦與顯示器等產品。
2009年，苹果公司推出新滑鼠Magic Mouse，採用承襲自iPhone、iPod 、Touch ID、MacBook的多點觸控技術，把所有滑鼠按鍵、滾輪都拿掉，只以一整片多點觸控板，就能提供等同一般滑鼠的左、右鍵，以及360度滾輪功能，並能以兩指操作更多手勢功能。

## 外部連結
- 微軟研究員比爾巴克斯頓的概述（页面存档备份，存于）
- Windows 7中的
- 紐約大學對多點觸控的研究（页面存档备份，存于）
- Jeff Han在視頻中講述TED會議 （页面存档备份，存于）
- 研究多點觸控的團體的官網 （页面存档备份，存于）
- 多點觸控如何建設指南 （页面存档备份，存于）
- 一個記錄多點觸控發展的網站
- 世界上最大的多點觸點安裝的視頻 （页面存档备份，存于）
- Global Manufacturer of Multi Touch Solutions
- Tablet Touchscreen Died : Latitude XT : NtrigApplet Can't connect to driver[永久]
- How Many N-trig Driver Problems Are There? 2,3,?? （页面存档备份，存于）
- Dell Needs Your Help - Digitizer Not Found Issues[永久]
- Can't connect to driver" How common is the issue? （页面存档备份，存于）
- Multitouch Problem?[永久]
- XT Tablet has two critical flaws (currently) （页面存档备份，存于）
- Dell and N-Trig: I've Had It （页面存档备份，存于）